# Chersonesometrus nathanorum
Espèce
Chersonesometrus nathanorum est une espèce de scorpions de la famille des Scorpionidae.

## Distribution
Cette espèce est endémique du Tamil Nadu en Inde. Elle se rencontre dans le district de Theni dans les monts Palni.

## Description
Cette espèce n'est connue que par le mâle subadulte holotype et une femelle juvénile paratype.

## Étymologie
Cette espèce est nommée en l'honneur de Prabala Susai Nathan et Theresa Rajabi Susai Nathan.

## Publication originale
- Prendini & Loria, 2020 : « Systematic revision of the Asian Forest Scorpions (Heterometrinae simon, 1879), revised suprageneric classification of Scorpionidae Latreille, 1802, and revalidation of Rugodentidae Bastawade et al., 2005. » Bulletin of the American Museum of Natural History, no 442, p. 1-480 (texte intégral).